# Strebebogen

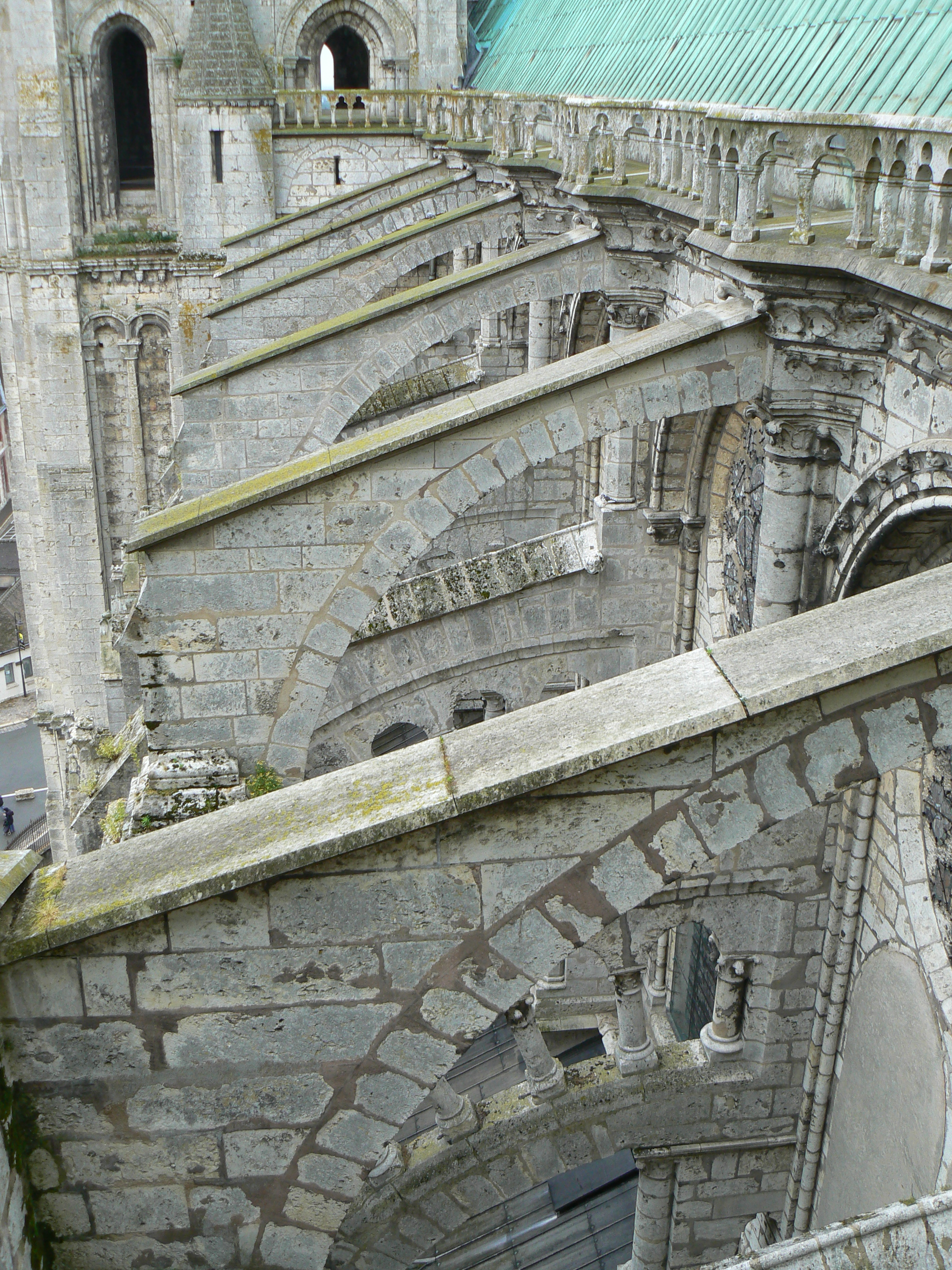
Strebebögen ohne Auflast an der Hochschiffwand der Kathedrale von Chartres

Ein Strebebogen, auch Hochschiffstrebe oder früher fliegende Strebe genannt, ist ein charakteristisches Element des Strebewerkes einer gotischen Basilika, wobei als Strebebogen die brückenartigen, ansteigenden Verstrebungen zwischen der Wand von Mittelschiff oder Chor und den Strebepfeilern bezeichnet werden.

## Geschichte
Lange Zeit galten die Strebebögen der Kathedrale Notre-Dame in Paris als die ältesten ihrer Art, doch sind in jüngerer Zeit wegen unklarer Datierungen auch andere Bauten (z. B. die Kathedralen von Chartres und Bourges oder die Abteikirche St-Germain-des Près in Paris) mit ins Spiel gebracht worden. Jedenfalls scheinen die ersten gotischen Strebebögen der Zeit um 1160–1180 anzugehören (siehe: Kathedrale Notre-Dame de Paris).

## Funktion

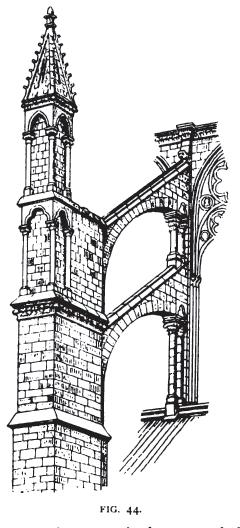
Strebebögen an der Kathedrale von Amiens

Strebebögen fungieren als Stützbögen zwischen den Strebepfeilern und einem statisch wichtigen Gebäudeteil, wie beispielsweise der Stelle der Außenmauer, an der im Inneren die Gurtbögen des Kreuzrippengewölbes aufliegen. Ihre Funktion besteht darin, die Schubkräfte des Gewölbes aufzunehmen und auf die Strebepfeiler abzuleiten (siehe: Lastverteilung des Gewölbes). Über die Strebepfeiler werden die statischen Kräfte dann zum Boden hin abgeleitet. Strebebögen, durch welche diese Kraftableitung möglich wird, entlasten die Wände des Gebäudes, weshalb gotische Basiliken mit großen Fenstern versehen werden konnten. Sehr oft wurden Strebebögen auch zur Regenwasserableitung genutzt; in solchen Fällen enden sie letztlich in Wasserspeiern.

## Architektur
Mehrere gotische Kathedralen verfügen über jeweils zwei oder gar drei übereinander angeordnete Strebebögen (z. B. Kathedralen von Le Mans und Beauvais), wobei manchmal zwei Bögen durch kleine Säulchen miteinander verbunden sind. Viele Strebebögen haben an ihrem äußeren bzw. unteren Ende ein Spitztürmchen (Fiale) oder eine Art Miniaturgebäude mit Satteldach als Auflast; es gibt aber auch einige wenige Bauten ohne derartige Elemente (z. B. Kathedrale von Chartres, Abteikirche von Pontigny, St.-Nikolai-Kirche in Stralsund). Derartige Auflasten reduzierten die Dicke und somit den Materialverbrauch der Strebepfeiler, was kostengünstiger war und optisch-ästhetisch eine größere Leichtigkeit des jeweiligen Bauwerks mit sich brachte.

## Besonderheit
Eine Aufspaltung des inneren, jeweils zweibogigen Strebewerks in zwei äußere Strebepfeiler mit jeweils drei dazugehörenden Strebebögen findet sich am Chorhaupt der Kathedrale von Le Mans.